# حب لا أنساه (فلم)
حب لا أنساه هو فيلم مصري عرض عام 1963، بطولة نادية لطفي وعماد حمدي وجلال عيسى، ومن إخراج سعد عرفة.

## قصة الفيلم
آمال (نادية لطفي) تحب حسين (جلال عيسى) لكن يرفض والدها تزويجها له ويدبر لقتله، فتعيش آمال حزينة في عالم الذكرى مضحيةً بشبابها وجمالها في سبيل ذكرى من تحب، حتى ولو تقدم إليها في وحدتها ووحشتها من يؤنسها ومن يمكن أن ينسيها ذكرى حبها الأول، ثم تصادف عادل وهو شابٌ شبيه بحبيبها وتكتشف أنه أخوه الصغير فتأنس إليه لكنها تفزع حينما تتذكر حبها الأول وتتوالى الأحداث.

## طاقم التمثيل
- نادية لطفي: (آمال رفعت / إلهام)
- عماد حمدي: (شريف)
- جلال عيسى: (حسين فهمي/ عادل فهمي)
- كريمة الشريف: (الموديل سميرة)
- عبد السلام محمد: (حسني)
- عبد الخالق صالح: (رفعت باشا - والد آمال)
- عبد المنعم سعودي: (طبيب)

## فريق العمل
- إخراج: سعد عرفة
- قصة: أمين يوسف غراب
- سيناريو وحوار: سعد عرفة
- مدير التصوير: ضياء الدين المهدي
- مونتاج: حسين أحمد
- إنتاج: أفلام الشرق الجديد (سعد عرفة)
- توزيع داخلي: مترو جولدوين ماير
- توزيع خارجي: أفلام الشمس (أ. جبور)

## روابط خارجية
- مقالات تستعمل روابط فنية بلا صلة مع ويكي بيانات